# Eustomias cryptobulbus
Eustomias cryptobulbus är en fiskart som beskrevs av Clarke 2001. Eustomias cryptobulbus ingår i släktet Eustomias och familjen Stomiidae. Inga underarter finns listade i Catalogue of Life.